# 1796年9月9日の海戦
1796年9月9日の海戦 (英語: Action of 9 September 1796) は、フランス革命戦争中にスマトラ島北東方、バンダアチェ沖でフランス海軍とイギリス海軍が遭遇し発生した小規模な海戦。6隻のフリゲート艦からなるフランス艦隊は、オランダ領東インドの一部を占領して本国と中国を結んでいるイギリスのアジア貿易航路を襲い、通商破壊を行おうとしていた。これに対し、74門の砲を擁するイギリスの戦列艦2隻は、東進してくるフランス艦隊に急ぎ対処することになった。
ピエール・セザール・シャルル・ド・セルシー海軍少将率いるフランス艦隊は7月に東アフリカのフランス島（現モーリシャス）の基地を出発し、セイロン島を抜けて一挙に東進してきた。対するイギリス海軍は西のサイモンズタウンと東のマラッカに軍艦を集中させており、フランス艦隊はほとんど抵抗を受けることなく東南アジアに到達した。9月1日にバンダアチェに停泊していた船を襲ったフランス艦隊は、さらに東進してジョージタウン襲撃を試みた。9月8日、バンダアチェ東方で捕獲したイギリス商船から荷を積みだす作業をしていたフランス艦隊は、接近してくる2隻の大型艦を発見した。それはこの地域の港が襲われる前にフランス艦隊を排除するよう命じられて急行してきた、イギリスの戦列艦HMSアロガントとHMSヴィクトリアスだった。
イギリス艦隊が個々の船舶規模では勝っていたのに対し、フランス艦隊は数と機動力の上で上回っていた。どちらも相手に決定的な損害を与える能力は持ち合わせていなかったため、両陣営とも決定的な勝利を収めるよりも相手を海域から追い払うことを目指した。9月9日、セルシーのフランス艦隊は単縦陣を展開し、アロガントとヴィクトリアスの連携を絶ってそれぞれに大打撃を与えた。しかしフランス艦隊のヴェルトゥとセーヌも大きな被害を受け、昼前に両陣営とも撤退した。イギリス艦隊はマドラスに入って修理を受け、セルシーのフランス艦隊はメルギー諸島のカタン島に停泊した後、バタヴィア(現ジャカルタ)へ避難した。

## 背景
1796年初頭の時点で、フランスとその同盟国の勢力は、インド洋からほぼ完全に一掃されていた。同盟国バタヴィア共和国（オランダ）の植民地は、ほとんどが1795年のイギリス海軍の遠征により征服されていた。フランスが唯一保持していた拠点がフランス島周辺の初頭であり、ここから定期的に2隻のフリゲート艦が出撃してイギリスの通商破壊を行っていた。一方でこの海域における優位性に自信を持っていたイギリス海軍は、保持する軍艦を2つに分け、 ジョージ・キース・エルフィンストーン率いる大艦隊をケープ植民地のサイモンズタウンに、ピーター・レーニア率いる小艦隊をオランダから奪ったマラッカに置き、東インド諸島に分散させていた。イギリスを支える貿易の拠点であるインドのカルカッタやマドラス、ボンベイには、あまり防衛体制が敷かれていなかった。
1796年3月4日、ピエール・セザール・シャルル・ド・セルシー海軍少将率いる、4隻のフリゲート艦と2隻のコルベット艦からなるフランスの大艦隊がロシュフォールを出発し、東洋に向かった。しかし2隻のコルベットはビスケー湾を抜ける前に喪失し、フリゲートのコカルドは座礁し、脱出したものの帰国せざるを得なくなった。残ったフリゲート3隻の艦隊はラ・パルマ島で補給した後、代替のフリゲート艦ヴェルトゥを加え、敵に妨げられることもなくイギリスやポルトガルの船を捕獲しながら航行した。その過程で2隻のインディアマン（イギリス東インド会社の輸送船）が、それぞれ南大西洋とインド洋西部で捕らえられている。この艦隊の主目的は東インド諸島でのフランス勢力拡大ではなく、むしろその中途のフランス島にあった。フランスでは国民公会が奴隷制廃止を決定していたが、農業社会で未だ奴隷が有用とされていたフランス島植民地はこれに同意せず、1795年に廃止令が島に伝えられても植民地委員会が無視を続けていたのである。これを公安委員会が問題視し、廃止令を執行させるため委員のルネ＝ガストン・バコ・デ・ラ・シャペルとエティエンヌ＝ローラン＝ピエール・バーネルに、フランソワ＝ルイ・マガロン将軍率いる800人の兵をつけて送り込んむことにしたのだった。
6月18日にフランス島のポートルイスに到着した彼らを待っていたのは、奴隷制維持を主張する重武装した住民の大群だった。バコとバーネルは住民を攻撃するよう兵に命じたが、マガロンはそれを拒否し、結局2人は海上の小さなコルベット艦に追い返され、ヨーロッパに逃げ帰らざるを得なくなった。セルシーは留まって艦隊への補給と修理を済ませ、元からフランス島に駐留していた艦隊と合流した。そのうちフリゲート艦プレネーゼとコルベット1隻をモザンビーク海峡の警備に派遣し、残った6隻のフリゲート艦（ヴェルトゥ、レジェネレー、フォルテ、セーヌ、プルデンテ、シベール）および私掠スクーナーのアレートを率いて7月14日に東へ出港し、ベンガル湾を目指した。
セイロン島に到着すると、イギリス艦隊の配置を知らないセルシーは、アレートを偵察艦として放った。しかし8月14日、アレートはドリュ艦長の見間違いがもとで、急行してきたイギリスのフリゲート艦HMSケリーズフォートを誤って攻撃し、逆に捕獲された。アレートに乗り込んだイギリス軍人たちは、船内の文書からセルシー艦隊の正確な規模と目的を知ることができた。とはいえこの時点でケリーズフォートはベンガル湾にいる小さな唯一のイギリス艦に過ぎず、フランス艦隊に対処することも、直ちに同僚艦に情報を伝達することもできなかった。そこでケリーズフォートの艦長は、マドラスにイギリスの戦列艦隊がいるという誤情報を、アレートを通じてセルシーに伝えることにした。これを信じたセルシーはこの海域にとどまるのを止め、トランケバー沿岸を襲ったのちすみやかに東方へ船出した。
9月1日、スマトラ島北部のバンダアチェを襲ったセルシー艦隊は数隻の商船を捕らえ、さらにペナンのイギリスが支配する港に向けて進んだ。その途上の9月7日には、スマトラ島北東の海岸線で小さな商船フェイバリット号を捕らえた。翌朝、フランス艦隊の船員が戦利品としてフェイバリットから米を運び出している最中に、北東方向から2隻の大型船が現れた。それはリチャード・ルーカス率いるHMS アロガントと、ウィリアム・クラーク率いるHMS ヴィクトリアスからなるイギリスの小艦隊だった。いずれも、74門の砲を擁する戦列艦だった。2隻は8月初頭にエルフィンストーンの命を受けケープ植民地を出発し、中国とのイギリス交易路の保護にあたっていた。セルシー艦隊が近隣海域に入ったという知らせがペナンに入ると、ルーカスはクラークに同行を明示、マラッカ海峡でフランス艦隊を捜索していたのだった。

## 戦闘
ルーカスがフランス艦隊を発見したのは9月8日6時、スマトラ島北東端のペドロ岬のおよそ24海里 (44 km)東方の地点だった。10時、セルシーは現れた2隻が敵艦であろうと判断し、フリゲート艦隊に単縦陣を敷かせ、相手をさらに調べるためタッキングを行った。14時、ルーカスとクラークは協議を行った。クラークが敵のうち2隻はフランスの戦列艦だと考えていたのに対し、ルーカスは、敵が6隻のフリゲート艦と拿捕されたインディアマンのトリトンから構成されていると正確に認識していた。2人はフランス艦隊を追撃し、可能なところで戦闘に入ることで合意した。14時30分、フランス艦フォルテは、近づいてくる軍艦がイギリスの戦列艦であると断定した。セルシーは強力な敵艦と戦って不要な損害を被ることを恐れ、後退することにした。フランス艦隊は海岸線で避難場所を探したが、ルーカスのイギリス艦隊は距離を詰めてきた。21時30分の時点で、イギリス艦隊はフランス艦隊の後方3海里 (5.6 km)まで近づいていた。
9月9日朝、風はおさまり、フランスフリゲート艦隊は戦列を組んだままスマトラ島北岸をゆっくりと東進し、すぐ後ろからイギリス艦隊が追っていた。6時、戦闘は避けられないと判断したセルシーは、有利な風上をとるよう諸艦に命じた。対するルーカスも、敵の意図を妨げるようにアロガントを動かした。7時25分、ルーカスは700ヤード (640 m)の距離にいたフランスの旗艦ヴェルトゥへの発砲を命じた。ヴェルトゥ艦長ジャン＝マルテ＝アドリアン・レルミットが対応する前に、アロガントは2回分舷側砲を発射することができた。対するフランス側の最初の一斉射撃により、アロガントのイギリス軍艦旗が吹き飛ばされた。アロガントは徐々にフランス艦隊全艦からの砲撃に晒されるようになった。ヴェルトゥの後にセーヌ、フォルテ、シベールが続いてアロガントを追い越しながら砲弾を撃ち込み、より遠方にいたレジェネレーとプルデンテも連続射撃を始めた。この撃ち合いでアロガントとヴェルトゥは帆や索具を著しく損傷し、さらに風がほとんどなくなったことで、アロガントは一時航行不能に陥った。
ヴィクトリアスにも砲弾が着弾し、8時にはクラーク艦長が腿に破片を受けて負傷し、退かざるを得なくなった。8時30分、最後尾のフランス艦プルデンテがアロガントの射程から離れ、アロガントは孤立した。ルーカス艦長からヴィクトリアスへ意思伝達ができない状況になったため、ヴィクトリアスのウィリアム・ウォーラー大尉がイギリス艦隊の指揮権を引き継ぎ、8時40分、ヴィクトリアスにフランス艦隊への接敵を命じた。アロガントの上には信号旗が上がっていたが、光と風のせいで読み取ることができなかった。間もなくヴィクトリアスはフランス艦隊に包囲された。2隻が左舷船首、4隻が左舷正横に取り付き、全艦がおよそ900ヤード (820 m)の距離からヴィクトリアスを砲撃した。10時15分、突然風が再び吹き始めた時、ヴィクトリアスは酷く損傷していた。ウォーラーは風を利用して、ヴィクトリアスをアロガントと合流しに向かわせたが、フランス艦隊に船尾をさらす形になったことで繰り返し側面射撃を受けた。風は未だ不安定で、ヴィクトリアスは半時間のうちにさらに損傷した、フランス艦隊はイギリス艦の射程範囲の外にとどまり続けた。
一方フランス側のヴェルトゥも損傷が激しく、戦闘を続けられる状況ではなかった。次第にヴェルトゥは戦列を離れ、南方へ撤退していった。シベール艦長ピエール・ジュリアン・トレホアールも自艦を南へ動かし、ボートでヴェルトゥに乗り移って曳航する準備を整えた。ヴェルトゥの安全が確保され、またアロガントが射程範囲に戻ってきたこともあり、10時55分、セルシーは北方への撤退を歓待に命じた。11時15分にヴィクトリアスが長距離から売ってきた砲弾が戦闘の最後となった。

### 戦闘序列
この表に掲載されている「砲門数」は、その艦に積載されていたカノン砲すべてを指す。すなわち艦の等級と関係している主甲板の大砲のみでなく、船内にある補助的なカロネード砲も含む。「舷側砲弾重量」は、一度の一斉射撃で発射できる舷側砲の砲弾の総重量を示す。
| 艦名 | 艦長                                           | 海軍旗 | 砲門数 | 舷側砲弾重量         | 船員数 | 死傷者 | 死傷者 | 死傷者 |  |
| 艦名 | 艦長                                           | 海軍旗 | 砲門数 | 舷側砲弾重量         | 船員数 | 死者   | 負傷者 | 計     |  |
| --- | ---------------------------------------------- | ------ | ------ | -------------------- | ------ | ------ | ------ | ------ |  |
| HMS アロガント | リチャード・ルーカス                           |        | 74     | 838ポンド (380 kg)   | 584    | 7      | 27     | 34     |  |
| HMS ヴィクトリアス | ウィリアム・クラーク                           |        | 74     | 838ポンド (380 kg)   | 493    | 17     | 57     | 74     |  |
| |                                                |        |        |                      |        |        |        |        |  |
| ヴェルトゥ | ジャン＝マルテ＝アドリアン・レルミット         |        | 40     | 1,700ポンド (770 kg) | 1400   | 9      | 15     | 24     |  |
| セーヌ | ラトゥール †                                   |        | 38     | 1,700ポンド (770 kg) | 1400   | 18     | 44     | 62     |  |
| フォルテ | ユベール・ル・ループ・ド・ボーリュー           |        | 44     | 1,700ポンド (770 kg) | 1400   | 6      | 17     | 23     |  |
| シベール | ピエール・ジュリアン・トレホアール             |        | 40     | 1,700ポンド (770 kg) | 1400   | 4      | 13     | 17     |  |
| レジェネレー | ジャン＝バプティスト・フィリベール・ウィローム |        | 40     | 1,700ポンド (770 kg) | 1400   | 0      | 0      | 0      |  |
| プルデンテ | シャルル・レネ・マゴン・ド・メディーヌ         |        | 32     | 1,700ポンド (770 kg) | 1400   | 3      | 9      | 12     |  |
| 出典: Clowes, p. 503. Clowes conflates figures for broadside weight, crews and casualties. Crew and casualty details from James, pp. 353–354. |                                                |        |        |                      |        |        |        |        |  |

## その後
両陣営ともに被った損害は大きかった。戦闘序盤で集中砲火を受けたアロガントは損傷が激しく、7人が戦死、27人が負傷し、ヴィクトリアスでは17人が戦死、艦長クラークを含む27人が負傷した。いずれも、応急処置で戦闘に復帰できる状態ではなかった。アロガントは7門の砲が撤去され、帆や索具はぼろぼろだった。ヴィクトリアスの損傷はそこまでではなかったが、人的損害が大きく乗組員の5分の1が任につけない状態だった。フランス艦隊も全艦が砲撃にあったが、レジェネレーでは人的損害は確認されなかった。ヴェルトゥは初期に攻撃を受け24人が死傷した。セーヌは激しい砲撃にさらされ、艦長が戦死するなど62人が死傷した。残りのプルデンテ（死傷者12人）、シベール（死傷者17人）、フォルテ（死傷者23人）は比較的損害が軽微であった。
ルーカスとクラークは、スマトラ島沖でイギリス艦の基本的な修理を済ませた後、ヴィクトリアスにアロガントを曳航させてペナンに戻り、次いで10月6日に修理のためマドラスに入った。セルシーはペナン攻撃を諦め、北方のメルギー諸島カタン島に向かった。ここでフランス艦隊は大修理を行い、ローワーマストを丸ごと取り換えた艦もあった。10月、フランス艦隊はセイロン島沿岸をかすめた後、東方のバタヴィアを目指した。セルシーは、フランス島よりもバタヴィアの方が物資を十分補給できると考えたのだった。フランス艦隊はバタヴィアで冬を越し、インド洋貿易路は再びイギリスの手に渡った。
1796年9月9日の戦闘について、イギリスの歴史家シリル・ノースコート・パーキンソンは、いずれの側も決定的な勝利を収められなかったとし、またヴィクトリアスを指揮したクラークとウォーラーについて、彼らが適切に準備をせず、戦闘中も効果的な機動をしなかったとして痛烈な批判を加えている。実際のところ、この戦闘においては両陣営ともに決定的な勝利を求めておらず、むしろおのれの任務と艦隊を危険にさらすことを避けようとしていた。セルシーの任務はイギリスの通商路を襲うことであり、敵の大きな戦列艦と接敵して打撃を与えることではなかった。この戦闘で撤退を余儀なくされたセルシーは、1796年中に東インド諸島で活動していたイギリス商船を襲う好機をみすみす逃してしまうことになった。ルーカスの目的はセルシーのマラッカ海峡通過を阻止することであり、いくら自艦が大きく強力だとはいえ、敵が船数で勝り、多くの18ポンド長距離砲を擁し、さらにその中のフォルテは当時最大級のフリゲート艦であるということを理解していた。歴史学者のウィリアム・ジェームズは、風の状況が良ければルーカスのイギリス艦隊はフランス艦隊を分断し、少なくとも2隻を捕獲できたとする一方で、セルシーが船員数で勝るフランス艦隊側からイギリス戦列艦への移乗攻撃を仕掛けたとしたら、イギリス艦の制圧に成功していたかもしれないと分析している。